# Clap your hands and stamp your feet (verzamelalbum)
Clap your hands and stamp your feet is een verzamelalbum met enkel Nederlandse glamrockbands uit de jaren zeventig.

## Samenstelling
Het idee voor de plaat Clap your hands and stamp your feet ontstond bij Jos de Groot, eigenaar van het punklabel Fistful of Records, en vinylcollectioneur en Engelsman Robin Wills, voorheen gitarist van The Barracudas. Zij ergerden er zich aan dat de Nederlandse tak van de glamrockstroming overal werd verzwegen in de geschiedenis van de Nederlandse popmuziek. Dit terwijl Nederland en België eigenlijk de enige landen waren waar er een ware glamrockstroming ontstond, naast  thuisland Groot-Brittannië en de Verenigde Staten. Ze stelden samen een verzamelalbum samen met muziek die zij onder de noemer Nederglam schaarden.
In een zoektocht naar een platenlabel dat de verzamelaar wilde uitbrengen, kwam De Groot uit bij een oude kennis, Ferry Roseboom van Excelsior Recordings. Deze was direct enthousiast en gaf De Groot carte blanche voor de samenstelling. Voor het album werden opnamen gemaakt van de singles in de collectie van De Groot, omdat de originele mastertapes, als die al beschikbaar waren, meestal meer aangetast waren dan de singles. Er werd gebruikgemaakt van verschillende versies van de singles om te bepalen welke persing het beste klonk.
Op 5 april 2009 werd het album gepresenteerd op de Mega Platen & CD Beurs in Utrecht, die het thema muziek uit de jaren zeventig had meegekregen. De subtitel van het album was 24 Nederglam tracks from the early 70s. De uitgave bestond naast de cd uit een boekje met alle originele singlehoezen en verhalen over de nummers. De plaat kreeg goede recensies en werd vooral geroemd om de compleetheid, inclusief passend artwork en goede achtergrondinformatie. Momenteel overweegt De Groot of hij ook nog een Belgoglam verzamelaar wil samenstellen met Belgische glamrockartiesten.

## Tracklist
1. Kelly, Grace and Sally van Booby Trap
2. Let your hair hang down van Catapult (Mol/Bergman/Van Prehn/Hessing)
3. Father John van Lemming (Bewley/De Bois)
4. Lovemaker van Heart (Van Katwijk/Huijsdens)
5. Annabelle van Dump (Souer/Van Hemert)
6. Motor man van Long Tall Ernie and the Shakers (Treffers)
7. Clap your hands and stamp your feet van Bonnie St. Claire en Unit Gloria (Koelewijn)
8. Moeder natuur van The Heavy Dwarfs (Notheboom)
9. (like a) Locomotion van Left Side (Koelewijn)
10. Do it van Black Fire (Van Olm)
11. She means a lot to me van Smyle (Muijs)
12. Rock 'n roll drummer (part 1) van The Rockets (Koelewijn)
13. Big blond baby van Plastic Feet
14. I'm the grand pretender van Cardinal Point (Souer/Van Hemert)
15. Steppin' stone van Melody
16. Sweet silver Anny van BZN (Ricardo)
17. Goodbye (guitarmen) van Cherrie Vangelder-Smith
18. Guitar king van Hank the Knife & the Jets (MacFarlane)
19. Girl, girl, girl van Zingara
20. Powerful Jim van Serpentine (Van der Sande)
21. Because of the cats van Hans van Hemert (Van Hemert)
22. Pantherman van Pantherman (Klunhaar)
23. The rock goes on van Bonnie St. Claire en Unit Gloria (Koelewijn)